# Vraux
Vraux település Franciaországban, Marne megyében. Lakosainak száma 462 fő (2022. január 1.). Vraux Les Grandes-Loges, Aigny, Aulnay-sur-Marne és Juvigny községekkel határos.

## Népesség
A település népessége az elmúlt években az alábbi módon változott:
| Lakosok száma | 315  | 309  | 329  | 481  | 480  | 465  | 460  | 454  | 456  | 462  |
|               | 1968 | 1982 | 1990 | 2006 | 2013 | 2015 | 2017 | 2019 | 2020 | 2022 |